# Torres Kuwait
Les Torres Kuwait —àrab: أبراج الكويت, Abrāj al-Kuwayt— són un grup de tres torres de la ciutat de Kuwait, construïdes en un promontori en el golf Pèrsic. Van ser inaugurades oficialment el març de 1979 i han estat valorades com una fita i símbol del Kuwait modern.

## Disseny i construcció
La torre principal fa uns 187 metres d'altura i té dues esferes. L'esfera inferior té en la part inferior d'un tanc d'aigua de 4.500 metres cúbics i en la meitat superior un restaurant per a 90 persones, una cafeteria, un saló i una sala de recepció. L'esfera superior, que s'eleva a 123 metres sobre el nivell del mar i fa una volta completa cada 30 minuts, té una cafeteria. La segona torre és de 147 metres d'altura i serveix com a dipòsit d'aigua. La tercera torre alberga equips per il·luminar les dues torres grans. Les torres contenen 9.000 metres cúbics d'aigua en total. Encara que hi ha tres torres, l'estructura es refereix sovint com a Torre Kuwait en singular.
Les Torres Kuwait van ser dissenyades per l'arquitecte danès Malene Bjørn com a part d'un projecte de distribució d'aigua a càrrec de l'empresa d'enginyeria sueca VBB —rebatejada Sweco el 1997. L'arquitecte en cap de la companyia de Sune Lindström va erigir cinc grups de les seves típiques «torres d'aigua bolet», les Torres d'aigua de Kuwait, però l'emir de Kuwait, el Sheikh Jabir III Al Ahmad Al Jabir Al Sabah, volia un disseny més atractiu per al sisè grup. De deu dissenys diferents, es van presentar tres a l'emir, que va triar el disseny finalment construït.
El projecte de les Torres Kuwait va ser desenvolupat per VBB, que va contractar per a la construcció la Energoprojekt de Belgrad. Les torres van ser construïdes de formigó armat i formigó pretesat. La construcció va durar des del 1971 fins al 1976, i la torre principal es va obrir al públic l'1 de març de 1979.
Uns 41.000 discos d'acer esmaltats abasten les tres esferes en vuit tons de blau, verd i gris, que recorden les cúpules de taulells de les mesquites històriques. Els discos estan disposats en patrons en espiral al voltant de les esferes. Segons l'arquitecte, el grup de les torres es refereix als ideals de la humanitat i la tecnologia, simbolitzada pel globus i el coet. Les Torres Kuwait van ser, junt amb les Torres d'aigua de Kuwait, guardonades amb el Premi Aga Khan d'Arquitectura el 1980.

## Galeria

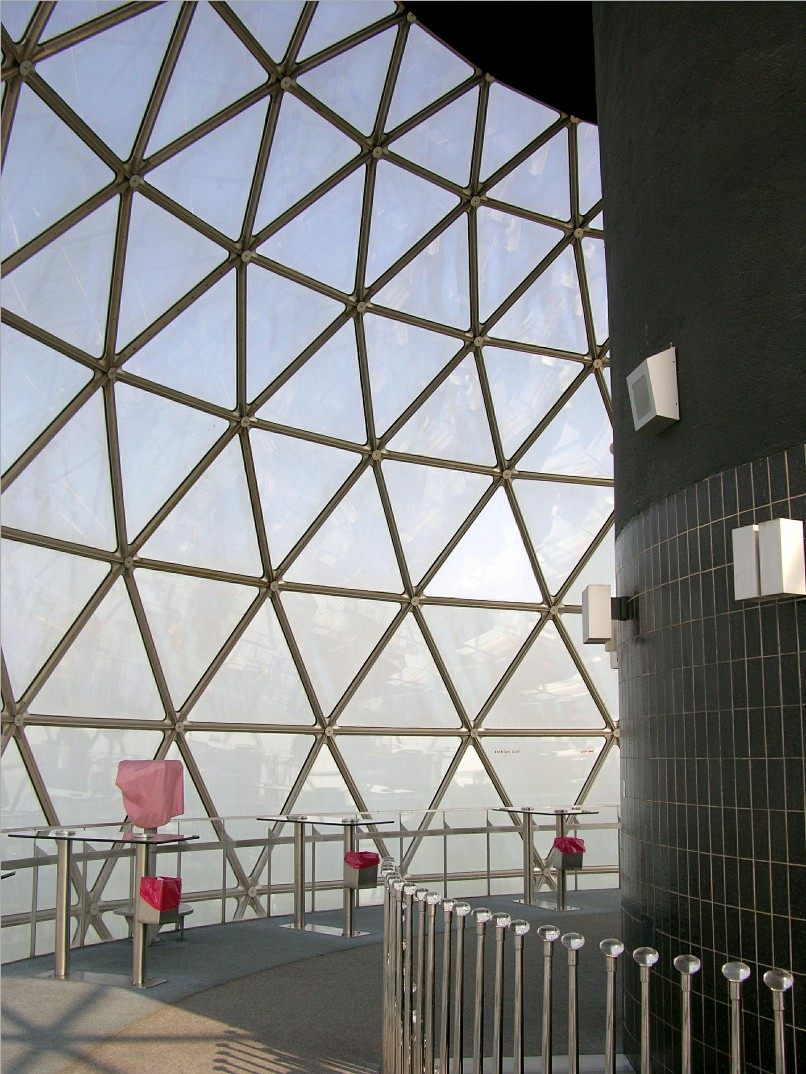
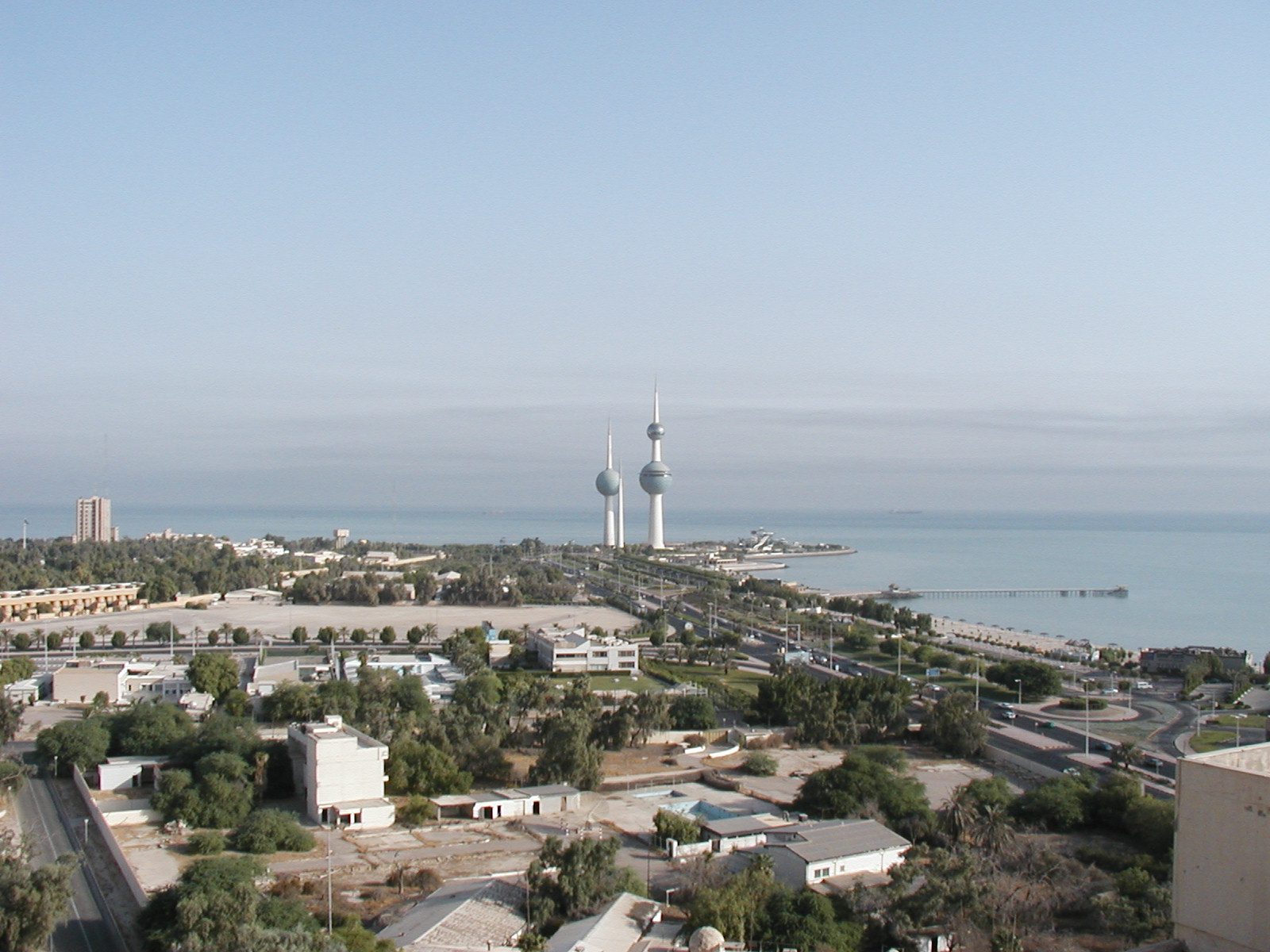